# Scott Duncan (Fußballspieler)
Adam Scott Matthewson Duncan  (* 2. November 1888 in Dumbarton; † 3. Oktober 1976 ebenda) war ein schottischer Fußballspieler und Fußballtrainer.

## Karriere

### Spielerkarriere
Der erste Verein des Schotten war sein Heimatverein FC Dumbarton, bei dem er 1906 zu spielen begann. Im März 1908 wechselte er zu Newcastle United. Als Stürmer bzw. Außenspieler war er Mitglied der Meistermannschaft der Magpies im Jahre 1909. Im Mai 1913 ging Duncan wieder zurück nach Schottland. Seine Fußballerkarriere wurde vom Ersten Weltkrieg unterbrochen. Während der Kriegszeit spielte Duncan auch zwei Spiele als Gastspieler bei Celtic Glasgow. 1918 ging er wieder zurück zum FC Dumbarton. In der Saison 1921–1922 spielte er beim FC Cowdenbeath. Das dritte und letzte Mal kehrte er zu Dumbarton in den Jahren 1922/1923 zurück.

### Trainerkarriere
Der erste Verein war Hamilton Academical 1923. Von Oktober 1925 bis Juni 1932 war er Trainer beim FC Cowdenbeath. Nach Cowdenbeath wechselte er für fünf erfolglose Jahre zu Manchester United. Von 1937 bis 1955 war er Trainer und die nächsten drei Jahre darauf Generalsekretär von Ipswich Town. Seinen Ruhestand begann Duncan nach einem Abschiedsspiel von Ipswich Town gegen Norwich City 1958. Der Schotte starb 1976 in seiner Heimat.

### Erfolge
alle als Spieler
- 1 × englischer Meister mit Newcastle United (1909)
- 1 × englischer Pokalsieger mit Newcastle United (1910)
- 1 × schottischer Meister mit den Glasgow Rangers (1918)

| Personendaten    | Personendaten                                      |
| ---------------- | -------------------------------------------------- |
| NAME             | Duncan, Scott                                      |
| ALTERNATIVNAMEN  | Duncan, Adam Scott Matthewson (vollständiger Name) |
| KURZBESCHREIBUNG | schottischer Fußballspieler und -trainer           |
| GEBURTSDATUM     | 2. November 1888                                   |
| GEBURTSORT       | Dumbarton                                          |
| STERBEDATUM      | 3. Oktober 1976                                    |
| STERBEORT        | Dumbarton                                          |